# Márkus Tibor (labdarúgó, 1978)
Márkus Tibor (Budapest, 1978. október 10. –) magyar labdarúgó, edző.

## Tatabánya FC
Sok kiscsapat után elvitte egy "nagyobb klub" a Tatabánya FC. Az NB II-ben Márkus 37 góllal lett gólkirály a  2004/2005-ös szezonban, oroszlánrészt vállalva abból, hogy a Tatabánya FC feljutott az első osztályba. A 2005/2006-os szezonban Márkus sokáig versenyben volt a gólkirályi címért, ám a tavaszi szezonban megtorpant, és mindössze 3 gólt lőtt, így összesen 18 gólt gyűjtött, és Rajczi Péter (23) mögött a 2. helyen végzett.

## Apóllon Lemeszú
2006-ban Dorge Rostand Kouemahával remek párost alkottak a Tatabányánál, ám Márkust már a szezon harmadik meccse után leigazolta a ciprusi Apóllon Lemeszú gárdája. A ciprusi gárdánál nem kapott sok szerepet, és mindössze 1 gólt szerzett.

## Dijenísz Akrítasz Mórfu
Ezután 2007 januárjában megvette a Dijenísz Akrítasz Mórfu csapata, ahol még gólt sem szerzett, így jobbnak látta visszatérni Magyarországra.

## Paksi FC
2007 őszén visszatért Magyarországra, Paksra. A honi környezetben újra visszanyerte régi formáját, és elkezdte a gólgyártást, de Tököli Attila érkezésével már-már kezd kiszorulni a kezdőből.

## Edzőként
2020 szeptemberében a Budaörs edzője lett.